# Deutsche Eishockey-Meisterschaft 1937
Die Deutsche Eishockey-Meisterschaft 1937 war die 21. Austragung dieser Titelkämpfe.
Die Meisterschaft wurde mit dezentralen Vorrunden vom 2. bis 4. Februar 1937 und einer Endrunde vom 5. bis 7. Februar 1937 in Düsseldorf sowie einem Entscheidungsspiel in Nürnberg ausgetragen.

## Vorrunde

### Gruppe A
|  | HG Nürnberg | 5:1 | Altonaer SV | Rheinlandhalle, Krefeld |

|  | Berliner Schlittschuhclub | 9:1 | TSV Weißwasser | Rheinlandhalle, Krefeld |

|  | TSV Weißwasser | 2:1 | Altonaer SV | Rheinlandhalle, Krefeld |

|  | Berliner Schlittschuhclub Jaenecke, Trautmann, Jaenecke | 3:0 (2:0, 1:0, 0:0) | HG Nürnberg | Rheinlandhalle, Krefeld |

|  | HG Nürnberg | 11:1 | TSV Weißwasser | Rheinlandhalle, Krefeld |

|  | Berliner Schlittschuhclub | 3:0 | Altonaer SV | Rheinlandhalle, Krefeld |

| Rang |                           | Sp | S | U | N | Tore  | Pkt |
| ---- | ------------------------- | -- | - | - | - | ----- | --- |
| 1.   | Berliner Schlittschuhclub | 3  | 3 | 0 | 0 | 15:01 | 6:0 |
| 2.   | HG Nürnberg               | 3  | 2 | 0 | 1 | 16:05 | 4:2 |
| 3.   | TSV Weißwasser            | 3  | 1 | 0 | 2 | 04:21 | 2:4 |
| 4.   | Altonaer SV               | 3  | 0 | 0 | 3 | 02:10 | 0:6 |

Abkürzungen: Sp = Spiele, S = Siege, U = Unentschieden, N = Niederlagen

### Gruppe B
|  | SC Riessersee | 3:0 | EHC Crimmitschau | Köln |

|  | Rastenburger SV 08 | 3:1 | SC Brandenburg Berlin | Köln |

|  | Rastenburger SV 08 | 5:1 | EHC Crimmitschau | Köln |

|  | SC Riessersee | 2:0 | SC Brandenburg Berlin | Köln |

|  | SC Brandenburg Berlin | 2:0 | EHC Crimmitschau | Köln |

|  | SC Riessersee | 1:0 | Rastenburger SV 08 | Köln |

| Rang |                       | Sp | S | U | N | Tore | Pkt |
| ---- | --------------------- | -- | - | - | - | ---- | --- |
| 1.   | SC Riessersee         | 3  | 3 | 0 | 0 | 6:0  | 6:0 |
| 2.   | Rastenburger SV 08    | 3  | 2 | 0 | 1 | 8:02 | 4:2 |
| 3.   | SC Brandenburg Berlin | 3  | 1 | 0 | 2 | 3:05 | 2:4 |
| 4.   | EHC Crimmitschau      | 3  | 0 | 0 | 3 | 0:10 | 0:6 |

Abkürzungen: Sp = Spiele, S = Siege, U = Unentschieden, N = Niederlagen

### Gruppe C
|  | Zehlendorfer Wespen | 1:0 | ESV Füssen | Westfalenhalle, Dortmund |

|  | Düsseldorfer EG | 5:2 | VfK Königsberg | Westfalenhalle, Dortmund |

|  | Zehlendorfer Wespen | 4:0 | VfK Königsberg | Westfalenhalle, Dortmund |

|  | Düsseldorfer EG | 0:0 | ESV Füssen | Westfalenhalle, Dortmund |

|  | ESV Füssen | 3:1 | VfK Königsberg | Westfalenhalle, Dortmund |

|  | Düsseldorfer EG | 2:0 | Zehlendorfer Wespen | Westfalenhalle, Dortmund |

| Rang |                     | Sp | S | U | N | Tore | Pkt |
| ---- | ------------------- | -- | - | - | - | ---- | --- |
| 1.   | Düsseldorfer EG     | 3  | 2 | 1 | 0 | 7:02 | 5:1 |
| 2.   | Zehlendorfer Wespen | 3  | 2 | 0 | 1 | 5:02 | 4:2 |
| 3.   | ESV Füssen          | 3  | 1 | 1 | 1 | 3:02 | 3:3 |
| 4.   | VfK Königsberg      | 3  | 0 | 0 | 3 | 3:12 | 0:6 |

Abkürzungen: Sp = Spiele, S = Siege, U = Unentschieden, N = Niederlagen

## Endrunde
|  | Düsseldorfer EG | 1:2 | SC Riessersee | Eisstadion an der Brehmstraße, Düsseldorf |

|  | Berliner Schlittschuhclub | 1:1 n. V. | SC Riessersee | Eisstadion an der Brehmstraße, Düsseldorf |

|  | Düsseldorfer EG | 0:4 | Berliner Schlittschuhclub | Eisstadion an der Brehmstraße, Düsseldorf |

| Rang |                           | Sp | S | U | N | Tore | Pkt |
| ---- | ------------------------- | -- | - | - | - | ---- | --- |
| 1.   | Berliner Schlittschuhclub | 2  | 1 | 1 | 0 | 5:1  | 3:1 |
| 2.   | SC Riessersee             | 2  | 1 | 1 | 0 | 3:2  | 3:1 |
| 3.   | Düsseldorfer EG           | 2  | 0 | 0 | 2 | 1:6  | 0:4 |

Abkürzungen: Sp = Spiele, S = Siege, U = Unentschieden, N = Niederlagen
Zwischen den beiden punktgleichen Mannschaften wurde ein zusätzliches Finalspiel erforderlich.

### Finale
| 14. März 1937 | Berliner Schlittschuhclub Paul Trautmann Rudi Ball | 3:0 (1:0, 0:0, 2:0) | SC Riessersee | Linde-Stadion, Nürnberg Zuschauer: 6.000 |

### Mannschaften
| Deutscher Meister 1937 Berliner Schlittschuhclub | Theo Kaufmann, Max Rohde Erich Römer, Rudi Ball, Gustav Jaenecke, Paul Trautmann, Werner Korff, Haffner, Werner George, Kurt Adler, Soldmann |
| Deutscher Vizemeister 1937 SC Riessersee         | Wilhelm Egginger Karl Braumüller – Reitmayer Hans Lang – Georg Strobl – Philipp Schenk Karl Wild – Gaßner – Reinhold                         |